# Stemma di Canelli

Gonfalone e relativo stemma di Canelli

Lo stemma della città di Canelli è composto da un cane rampante d'oro su campo azzurro in uno scudo sannitico.

## Blasonatura
Lo stemma ha la seguente blasonatura:
Sotto lo scudo, oltre al cartiglio con il motto Ad Praeclara, sono presenti a sinistra un ramo d'ulivo e a destra uno di quercia legati da un nastro tricolore. Lo scudo è sormontato dalla corona turrita in seguito al riconoscimento del titolo di città a Canelli il 24 febbraio 1967 per decreto firmato dagli allora Presidente della Repubblica Giuseppe Saragat e Presidente del Consiglio dei Ministri Aldo Moro.

In un'altra versione aulica ormai in disuso, lo scudo è attorniato da una cornice in stucco di tipo barocco sulla cui base sono presente delle canne palustri, il cartiglio è in alto e mancano i rami di ulivo e di quercia. Una seconda variante usata per il Palio di Asti presenta il cane rampante bianco su campo turchino in uno scudo spagnolo.

Stemma usato per il Palio di Asti

La descrizione del gonfalone è la seguente:

## Storia
Il toponimo di Canelli sembra derivare da Locus ex [o in] CANNELLIS ("luogo dalle [o nelle] piccole canne"), per la grande quantità di canne del luogo. Non si conosce esattamente l'origine dello stemma, ma probabilmente è collegato al nome della città. 
La prima rappresentazione del cane su una stampa risale ad un manifesto comunale del 1869, ma la banderuola seicentesca sul campanile della chiesa di S. Tommaso raffigura già allora un cane con il collare. Nonostante già nel 1941 il podestà avesse inviato una richiesta di concessione dello stemma, l'ufficialità è solo del 19 marzo 2014, con il decreto del Presidente della Repubblica.